# الأكاديمية المكسيكية للغة
الأكاديمية المكسيكية للغة (بالإسبانية: Academia Mexicana de la Lengua)‏ هي مؤسسة ثقافية قامت بتأسيسها الأكاديمية الملكية الإسبانية في 11 سبتمبر عام 1875، في مدينة المكسيك. وكان تهدف بذلك إلى العناية بدقة ونقاء اللغة الإسبانية. وقد التحق بها العديد من الشخصيات الأدبية المكسيكية من فقهاء اللغة والنحويين والفلاسفة وكتاب المقال والشعراء والروائيين والمؤرخين والإنسانيين على حد سواء. وقد نظمت هذه المؤسسة المؤتمر الأول لأكاديميات اللغة الإسبانية، الذي عُقد في مدينة المكسيك في أبريل عام 1951. وعبر لجنتها الدائمة، حددت رابطة أكاديميات اللغة الإسبانية موعدًا جديدًا للمؤتمر الثاني الذي عُقد في مدريد بعدها بخمس سنوات.

## أهداف الأكاديمية
وفقًا لأحكام ميثاقها الذي صدر في 2 ديسمبر عام 1931، وتمت الموافقة عليه في جلسة عامة، وعلى النحو المنصوص عليه في عقد التأسيس كجمعية أهلية في عام 1952، فإن أهداف الأكاديمية كانت قد وُضعت على النقاط التالية.
- الحفاظ على سلامة ونقاء وكمال اللغة الإسبانية.
- الحفاظ بشكل دائم على التواصل الأدبي أوالعلمي مع مع الأكاديميات والمؤسسات التي لها نفس المجالات البحثية.
- بناء وإثراء مكتبة الأكاديمية، وخصوصًا بالأعمال الأدبية أو العلمية، والتي تعزز الإنجاز الأمثل لغايات الأكاديمية.
- تعزيز ونشر دراسة اللغة الإسبانية من خلال جلسات دورية خاصة؛ واجتماعات وجلسات عامة؛ وعقد المؤتمرات والندوات، مع إمكانية إرسال مندوبين من بين أعضائها لإكمال هذه الأغراض.
- تسهيل الحصول على الاستعلامات التي تطلبها السلطات أو الأفراد.
- دعم وتشجيع السلطات أو المؤسسات أو الأفراد التي تهدف إلى المحافظة على دقة ونقاء وكمال اللغة الإسبانية.

ولأجل تحقيق مبتغاها، قامت الأكاديمية، وبشكل دائم، بإقامة الدراسات والأنشطة المتعلقة بإنماء اللغة، سواءً في الجلسات العامة من خلال لجان مختصة لكل منها. إضافة إلى الاعتناء بمنشورات الأكاديمية من خلال الدراسات التي يتم تقديمها مع إعطاءها أولوية كبيرة.